# 月球19号
月球19号（俄语：Луна 19）属于比月球10号探测器等先进的苏联月球轨道卫星。1971年9月28日被发射升空后，先在地球轨道做短期停留。9月29日和10月1日经过短暂调整后进入月球轨道。1972年10月20日左右停止工作。

## 资料来源
1. ↑  .   [2020-12-17]. （原始内容存档于2021-02-25）.
2. ↑  .   [2009-06-13]. （原始内容存档于2016-03-05）.
3. ↑  .   [2009-06-13]. （原始内容存档于2009-07-28）.